# Begraafplaats Sint Petrus Banden
De Begraafplaats Sint Petrus Banden is een rooms-katholieke begraafplaats aan de Kerkhoflaan in Den Haag.

## Geschiedenis

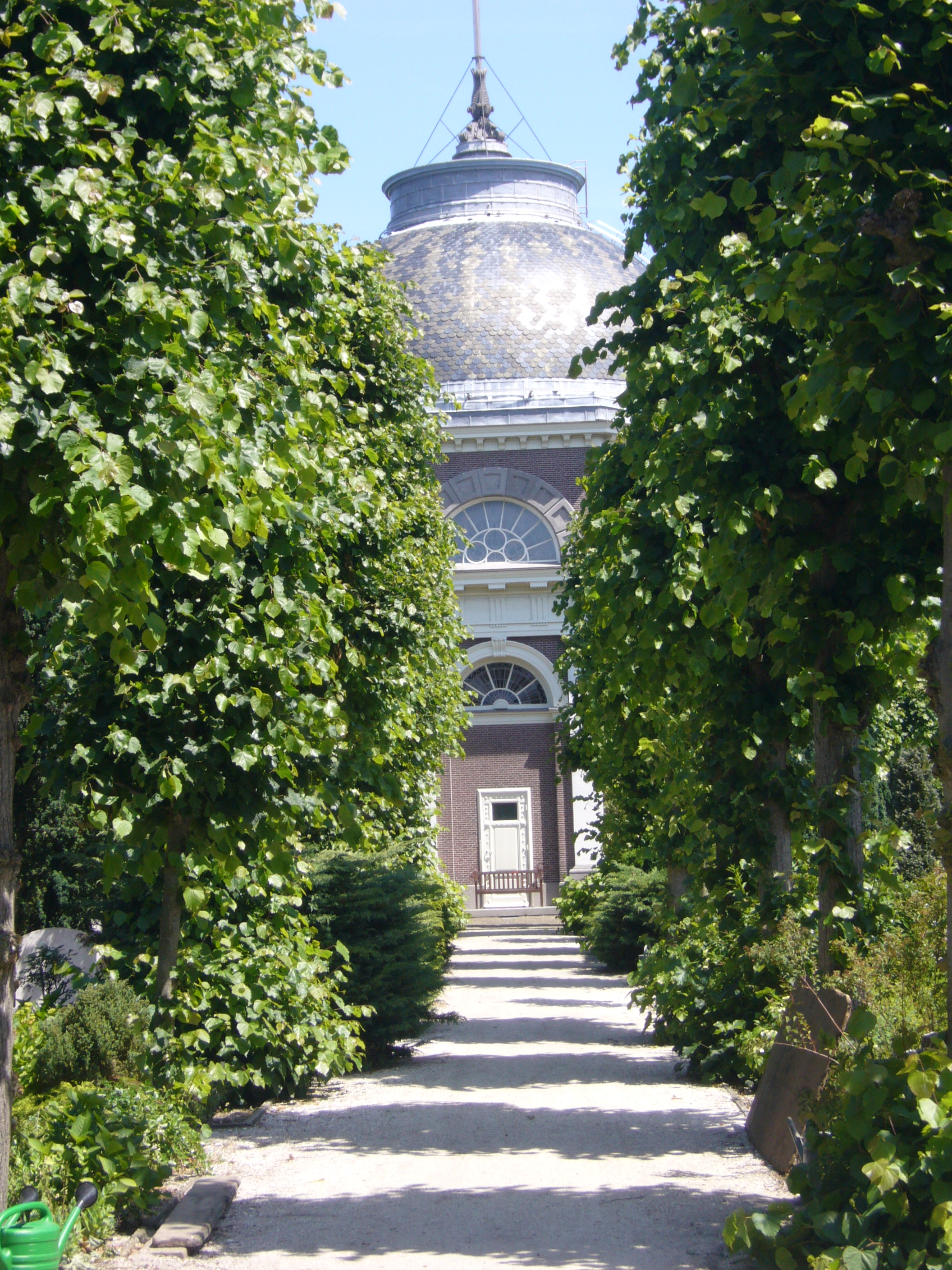
Aula met koepel

De begraafplaats was tot de opening van de rooms-katholieke begraafplaats Sint Barbara aan de Binckhorstlaan, de belangrijkste katholieke begraafplaats van Den Haag. Zij werd aangelegd in 1829-1830 volgens een ontwerp van architect Adrianus Tollus. Tal van bekende politici en kunstenaars hebben hier hun laatste rustplaats gevonden.
De naam van de begraafplaats verwijst naar de bevrijding van Petrus (Handelingen 12:7).
In het centrum van de begraafplaats staat een kapel in neoclassicistische stijl, gebouwd in 1838 en eveneens ontworpen door A. Tollus. De kapel is omringd door asymmetrisch gehouwen familiegraven.

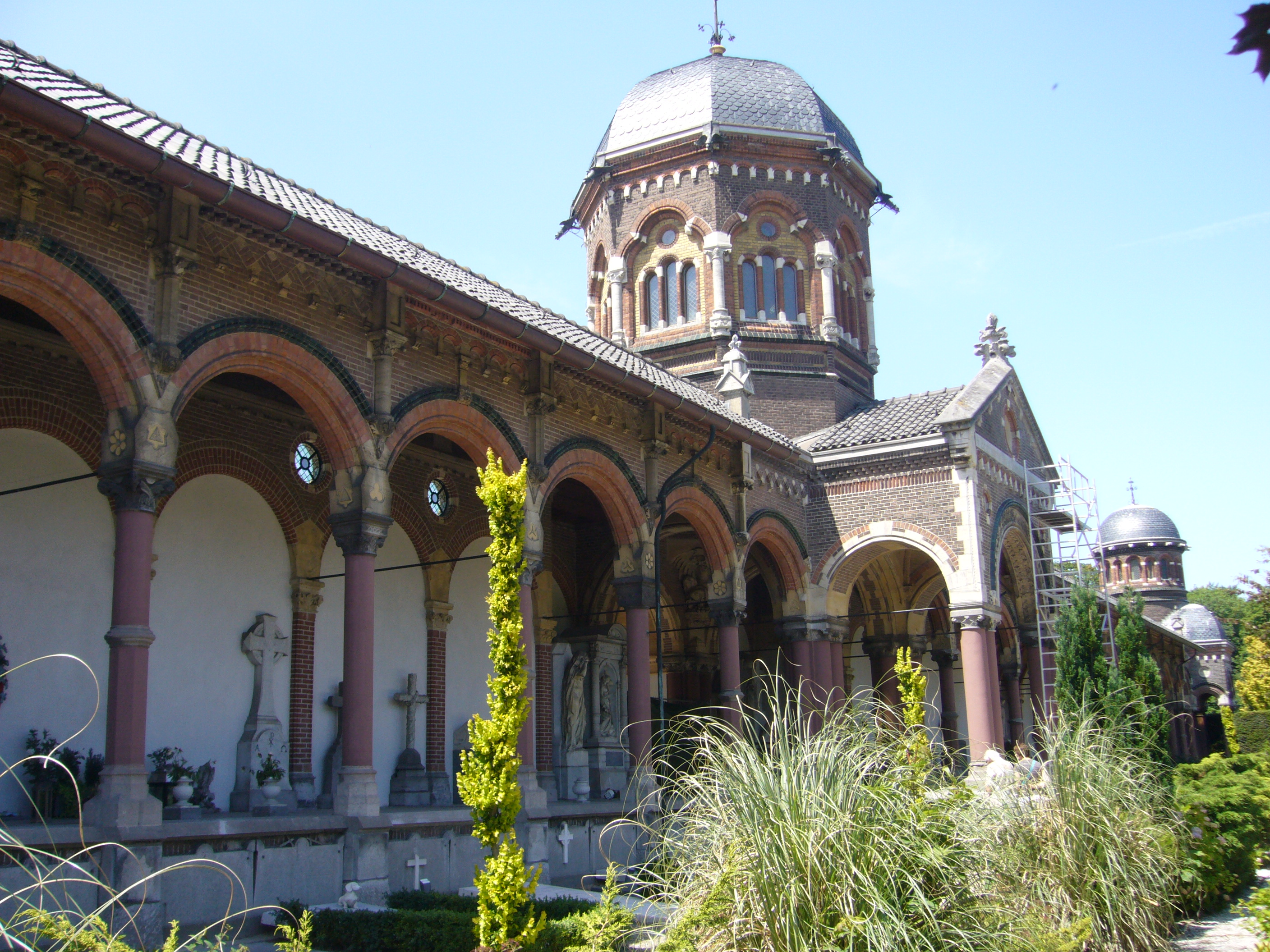
De arcade

Langs de gehele westelijke zijkant van het terrein loopt een arcade met 32 bogen, gebouwd in 1885 naar ontwerp van W.B. van Liefland, gerestaureerd in 2008. Aan het einde van de linkerkant daarvan staat een beeld van Johannes, de apostel van de liefde. Volgens een potloodschrijfsel op de achterkant van dit beeld heeft een Nederlander, die 's avonds achtervolgd werd door enkele Duitsers, op 21 november 1944 achter dit beeld zijn "heil gezocht en gevonden".
Voor de begraafplaats staat een beeld van een phoenix, in 1981 gemaakt door Dick Loef.
In 2009 werd de begraafplaats uitgebreid. Een terrein aan de zuidkant, achter de arcade, werd in gebruik genomen. De toegang is door een poort in het midden van de arcade, vroeger een niet-gebruikte doorgang. De wijding werd op 4 september 2009 verricht door deken A.J.M. van der Helm.
Filmmakers kozen de begraafplaats vaak als locatie. Hier werden onder andere opnamen gemaakt voor de films Blonde Dolly en De ordening en voor de televisieseries Wilhelmina en Zwarte sneeuw.

## Begraven

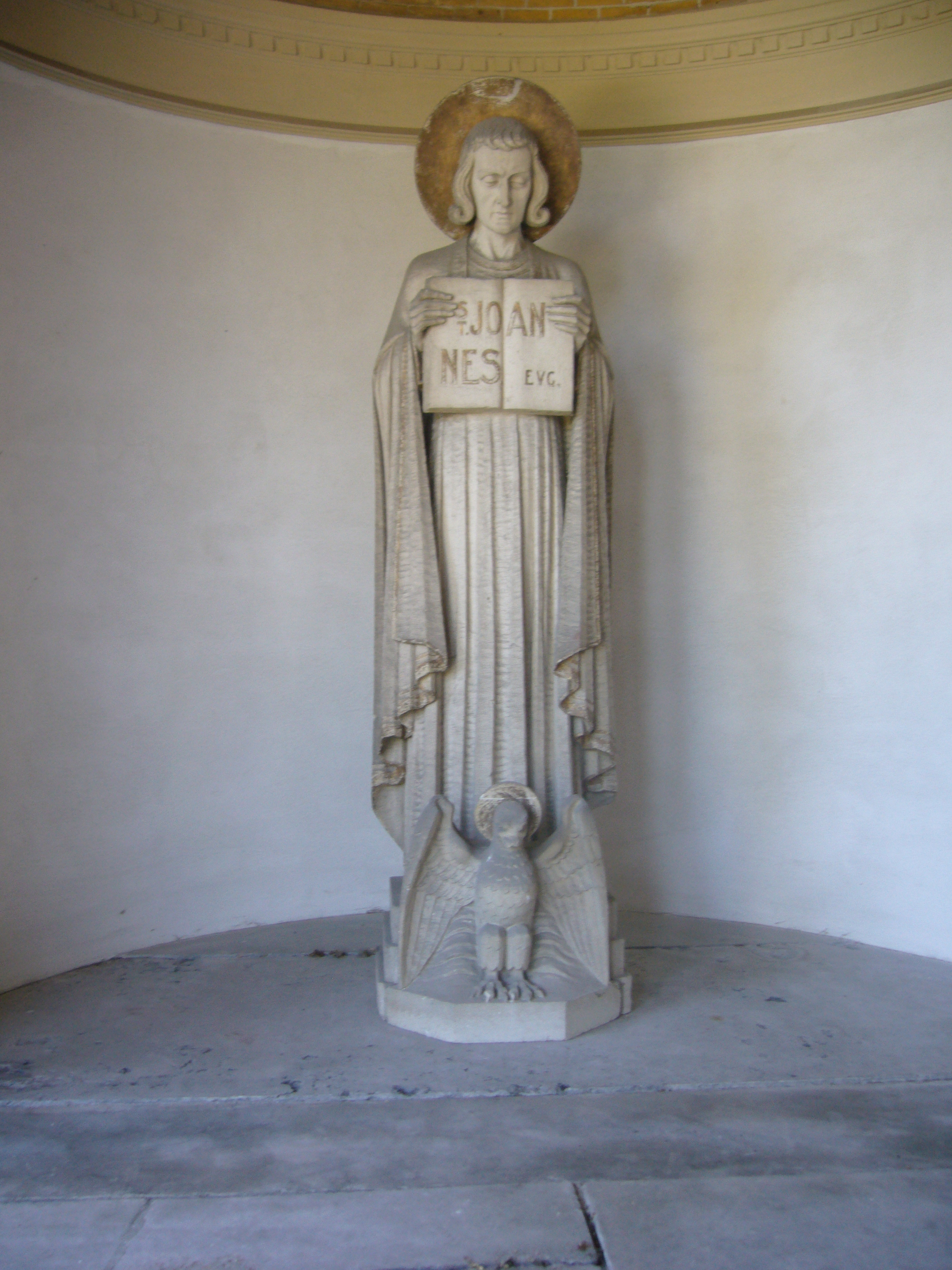
Apostel Johannes

Op Sint Petrus Banden zijn onder anderen begraven:
- Piet Aalberse sr. (1871-1948), politicus
- Piet Aalberse jr. (zoon van de vorige, 1910-1989), politicus
- Paul Acket (1922-1992), oprichter North Sea Festival
- Jules Theodore Alting von Geusau (1881-1940), generaal-majoor
- Jurriaan Andriessen (1925-1996), musicus
- Hans Auer (1935-1997), journalist, columnist, uitgever, hoofdredacteur (van onder andere Panorama)
- Timi Balasz (1906-1991), Hongaars cymbalist
- Daniël (Dean) van Bergen (1947-2012), oprichter en gitarist Groep 1850
- Henri Borel (1869-1933), schrijver
- Emil Bourgonjon (1841-1927), Belgisch beeldhouwer
- Jo Cals (1914-1971), minister-president
- Bert Dijkstra (1920-2003), acteur
- Dimitri Frenkel Frank (1928-1988), schrijver
- Hans Janmaat (1934-2002), politicus
- Wik Jongsma (1943-2008), acteur
- Hendrika Theresia Klazina Daum-Vink, echtgenote van P.A. Daum, 19e-eeuwse romanschrijver over Nederlandsch-Indië
- Hans Kolfschoten (1903-1984), politicus
- Robert Long (1943-2006), zanger, cabaretier en televisiepresentator
- Joseph Luns (1911-2002), politicus
- Johanna Hendrika Maria Manders (eerste vrouwelijke studente aan TU Delft, 1892-1989)
- Ronald Naar (1955-2011), bergbeklimmer
- Guusje Nederhorst (1969-2004), actrice, schrijfster en zangeres
- Eugène Octave Marie van Nispen tot Sevenaer (1895-1957), directeur Monumentenzorg
- Wouter van Nispen tot Sevenaer (zoon van de vorige, 1937-2008), griffier
- Jan Nowee (1901-1958), schrijver
- Paul Nowee (zoon van de vorige, 1936-1993), schrijver
- Johannis Pas (1869-1937), burgemeester en onderwijsinspecteur Schiedam
- Paulo Prata (1947-2007), Braziliaans muzikant
- Fons van der Stee (1928-1999), politicus
- Jan Toorop (1858-1928), schilder
- Jaap Vegter (1932-2003), cartoonist
- Lajos Veres (1912-1981), Hongaars muzikant
- Albert Vogel sr. (1874-1933), voordrachtskunstenaar
- Albert Vogel jr. (zoon van de vorige, 1924-1982), acteur en schrijver
- Reinder Zwolsman (1912-1988), aannemer, projectontwikkelaar
- Franz Ziegler (1893-1939), Nederlands fotograaf
- leden van de bekende ondernemersfamilies Brenninkmeijer, Vroom, Peek en Cloppenburg

## Oorlogsgraven van het Gemenebest

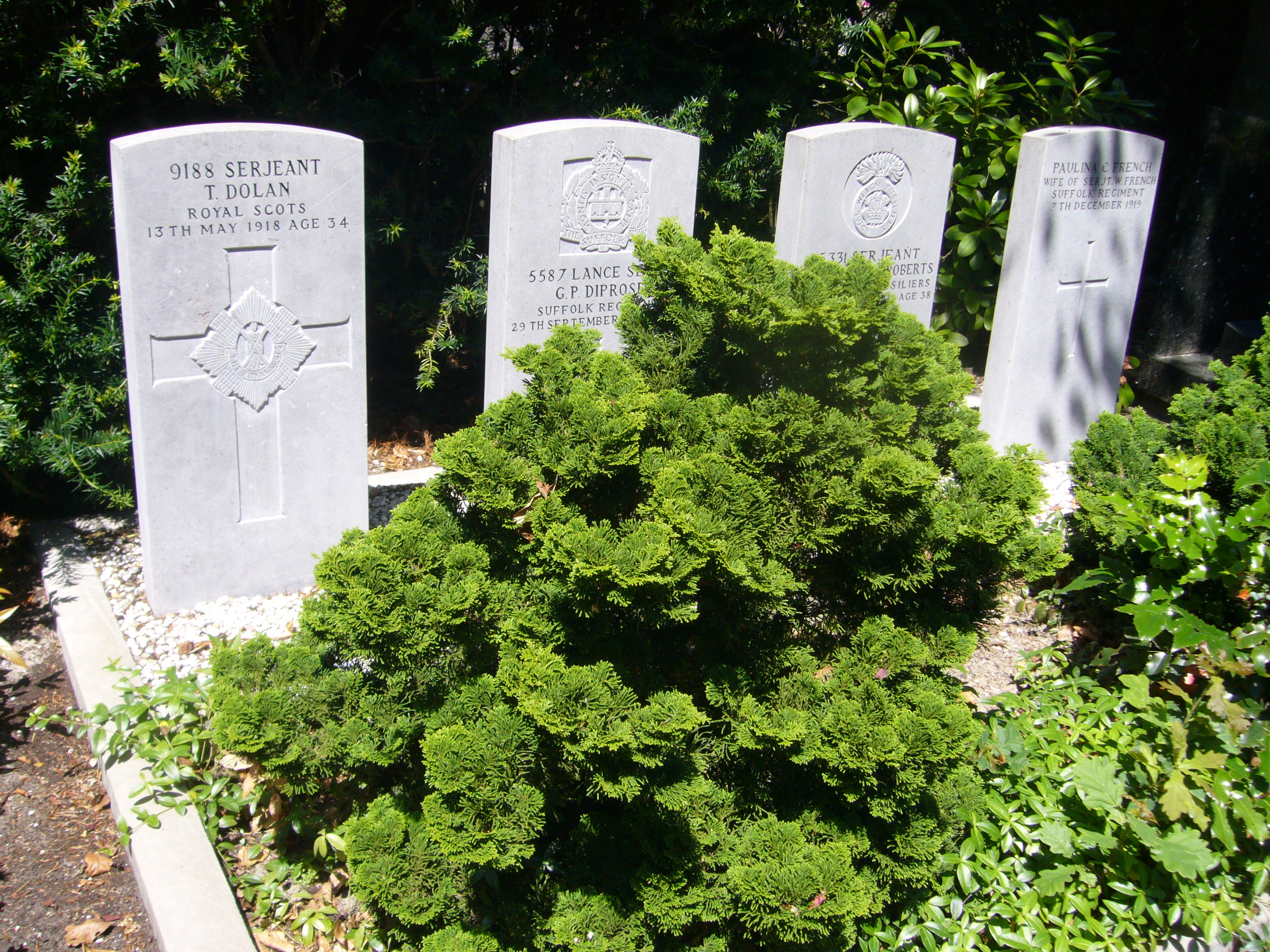
Oorlogsgraven (Eerste Wereldoorlog) van het Gemenebest

Er zijn tevens vier graven van slachtoffers uit de Eerste Wereldoorlog, afkomstig uit het Engelse Gemenebest:
- Sergeant T. Dolan van de Royal Scots
- Sergeant William Owen Roberts van de Royal Welsh Fusiliers
- Sergeant G.P. Diprose van het Suffolk Regiment
- Paulina C. French, echtgenote van sergeant Jt. W. French van het Suffolk Regiment.